# Did It Again (singel Shakiry)
Did It Again (hiszp. Lo hecho está hecho) - jest drugim singlem Shakiry z albumu She Wolf.

## Teledysk
Teledysk do singla wyreżyserowała Sophie Muller.
W teledysku do utworu wokalistka z tancerzem wykonuje ruchy akrobatyczne w łóżku. Później
możemy zobaczyć ją z innymi kobietami w saunie, gdzie wszystkie są w białych sukienkach.
Pod koniec teledysku Shakira tańczy w wielkiej hali.

## Wersje
Worldwide digital download
1. "Did It Again" — 3:12

Latin American download
1. "Lo Hecho Está Hecho" — 4:25

Germany maxi-CD
1. "Did It Again" — 3:12
2. "Did It Again" Benassi Remix — 5:55

Turkey digital single
1. "Did It Again" — 3:12
2. "Did It Again" (featuring Kid Cudi) — 5:55
3. "Lo Hecho Está Hecho" — 4:25

Latin America/Spain download single
1. "Did It Again" — 3:12
2. "Did It Again" (featuring Kid Cudi) Benassi Remix — 5:58
3. "Lo Hecho Está Hecho" (featuring Pitbull) — 4:24
4. "Did It Again" music video — 3:29

France/UK download single
1. "Did It Again" — 3:12
2. "Did It Again" (featuring Kid Cudi) — 3:47
3. "Did It Again" (featuring Kid Cudi) Benassi Remix — 5:58
4. "Did It Again" (featuring Kid Cudi) Superchumbo Remix — 7:41
5. "Did It Again" (featuring Kid Cudi) DJ Laz Extended Remix — 4:02

### Oficjalne Wersje
- "Did It Again" — 3:12
- "Did It Again" Benassi Remix — 5:55
- "Lo Hecho Está Hecho" — 3:12
- "Lo Hecho Está Hecho" (featuring Pitbull) — 4:25
- "Did It Again" (featuring Kid Cudi) Official Remix — 3:47
- "Did It Again" (featuring Kid Cudi) Benassi Remix — 5:58
- "Did It Again" (featuring Kid Cudi) Superchumbo Remix — 7:41
- "Did It Again" (featuring Kid Cudi) DJ Laz Extended Remix — 4:02

## Notowania
| Notowanie (2009)                   | Najwyższa pozycja |
| ---------------------------------- | ----------------- |
| Austrian Singles Chart             | 34                |
| Czech Airplay Chart                | 27                |
| German Singles Chart               | 34                |
| Ireland Singles Chart              | 17                |
| Spanish Singles Chart              | 19                |
| Swedish Singles Chart              | 36                |
| Swiss Singles Chart                | 29                |
| UK Singles Chart                   | 26                |
| Ukrainian Airplay Chart            | 7                 |
| U.S. Billboard Latin Songs*        | 9                 |
| U.S. Billboard Latin Pop Songs*    | 4                 |
| U.S. Billboard Tropical Songs*     | 12                |
| U.S. Billboard Hot Dance Club Play | 12                |

* Wersja hiszpańska, "Lo Hecho Está Hecho"